# العقل العربي ومجتمع المعرفة
كتاب العقل العربي ومجتمع المعرفة , مظاهر الازمة واقتراحات الحلول ... للمؤلف الدكتور نبيل علي ضمن سلسلة عالم المعرفة، العددان 369 و 370، نوفمبر وديسمبر 2009
يتحدث الكتاب عن صناعة المعرفة المتكونة من الآلة والاليات التي تستخدمها الآلة , حيث أن الآلة تتمثل ب ثلاثية العقل الإنساني والآلي والجمعي، حيث إن إنتاج المعرفة لم يعد حكرا على العقل الإنساني بل يتقاسم العقل الالي معه هذه المهمة بفضل الذكاء الاصطناعي و هندسة المعرفة.
اما العقل الجمعي فيجمع الاثنين معا ليكون الذكاء الجمعي  الذي يمثل قدرة المجتمع على المنافسة في مجتمع المعرفة.

## الجزء الأول
يتخدث الكتاب في الفصول من الأول إلى الخامس بالتالي,
1. العرب والسباق الحضاري
2. المعرفة واهميتها...
3. فلسفة المعرفة رؤية معلوماتية
4. علوم المعرفة
5. فرص اسهام العرب في إنتاج المعرفة

## الجزء الثاني
يتابع الجزء الثاني بالفصول من السادس إلى التاسع
6 التفكير النقدي
7 التفكير الخلاق
8 ثلاثية العقول
9 اللغة نهجا معرفيا